# پودولخی
پودولخی (انگلیسی: Podolkhi) یک شهرک در بخش پروخوروفسکی استان بلگورود کشور روسیه است.